# Aeroporto El Alcaraván
O Aeroporto El Alcaraván (em castelhano:  Aeropuerto El Alcaraván) (IATA: MTR, ICAO: SKMR) é um aeroporto colombiano localizado na cidade de Yopal, no departamento de Casanare.

## Companhias Aéreas e Destinos
| Companhias               | Cidades                                         | Aliança       |
| ------------------------ | ----------------------------------------------- | ------------- |
| Avianca 1 destino        | Doméstico (1): Bogotá                           | Star Alliance |
| EasyFly 3 destinos       | Domésticos (3): Bogotá / Bucaramanga / Medellín | N/A           |
| LATAM Colômbia 1 destino | Doméstico (1): Bogotá                           | Oneworld      |